# Gyrus frontalis medialis
De gyrus frontalis medialis is een hersenwinding aan het mediale oppervlak van de frontale kwab van de grote hersenen.
Onder de gyrus frontalis medialis loopt de sulcus cinguli. Deze hersengroeve scheidt deze hersenwinding van de onderliggende gyrus cinguli. De achtergrens tussen de gyrus frontalis medialis en de lobulus paracentros wordt gevormd door de sulcus paracentros.

## Schorsvelden
In de hersenkaart van Brodmann bestaat de gyrus frontalis medialis uit delen van de area frontalis agranularis (area 6), area frontalis intermedia (area 8) en de area frontalis granularis (area 9). Het mediale deel van area 6 op de gyrus frontalis medialis bestaat uit twee afzonderlijke motorische gebieden. Het achterste gebied, de supplementaire motorische schors, ligt gedeeltelijk op de lobulus paracentros, die achter de gyrus frontalis medialis ligt. Het voorste gebied, wordt de presupplementaire motorische schors genoemd. De grens tussen deze twee motorische gebieden wordt gevormd door vanuit de commissura anterior een denkbeeldige lijn naar boven te trekken door de gyrus frontalis medialis heen.